# Scytodes blanda
Scytodes blanda là một loài nhện trong họ Scytodidae.
Loài này thuộc chi Scytodes. Scytodes blanda được Elizabeth Bangs Bryant miêu tả năm 1940.